# Algimantas Puipa
Algimantas Puipa (* 14. Juni 1951 in Antalieptė, Rajongemeinde Zarasai) ist ein litauischer Filmregisseur und Dozent an der Theater- und Filmfakultät der LMTA.

## Leben
Puipa begann als Amateurfilmer und gewann als solcher einige Preise, unter anderem am Filmfestival Brno. 1974 schloss er mit dem Diplomfilm Kelioženklai sein Regiestudium an der Filmakademie WGiK in Moskau ab. Seitdem arbeitet er an Spiel- und Dokumentarfilmen. Er realisierte über zwanzig Filme.
Puipas Filme spielen oft in ländlichen Gebieten. Sein Film Eine Frau und ihre vier Männer (1983) beginnt damit, dass zwei Brüder und ihr Vater den dritten Bruder tot auffinden und der ältere Bruder daraufhin die Witwe des verstorbenen Bruders heiratet. Die Filme Ir ten krantai smėlėti (1991) und Vilko dantų karoliai (1997) liefen im Wettbewerb des Internationalen Filmfestivals Karlovy Vary. Elzė iš Gilijos (1999) entstand nach Ernst Wicherts Erzählung Der Schaktarp. Den Film Nuodėmės užkalbėjimas drehte er basierend auf Romanen von Jurga Ivanauskaitė. Es geht um eine junge Frau und ihre Verehrer, darunter ein Priester, der sich in sie verliebt hat, als er sich um ihren Ehemann in einer Nervenklinik kümmerte. Dieser Film erschien im März 2007 und wurde mit über 70.000 Besuchern nach zwei Monaten zum kommerziellen Erfolg.
Puipa lehrt als Dozent am Lehrstuhl für Film und Fernsehen der Musik- und Theaterakademie Litauens in Vilnius.

## Filmografie (Auswahl)
- 1974: Kelioženklai
- 1978: Nebūsiu gansteris, brangioji
- 1979: Teufelsbrut (Velnio Sekla)
- 1981: Arkliavagio duktė
- 1983: Eine Frau und ihre vier Männer (Moteris ir keturi jos vyrai)
- 1986: Elektroninė senelė
- 1990: Ticket to Taj Mahal (Bilietas iki Tadž Mahalo Bi)
- 1991: Ir ten krantai smėlėti
- 1995: Žaibo nušviesti
- 1997: Vilko dantų karoliai
- 1999: Elzė iš Gilijos
- 2002: Pastabos gyvenimo būdo paraštėse
- 2005: Dievų miškas
- 2007: Nuodėmės užkalbėjimas
- 2011: Miegančių drugelių tvirtovė
- 2015: Edeno sodas